# 19 ربيع الأول
- السبت
- الأحد
- الاثنين
- الثلاثاء
- الأربعاء
- الخميس
- الجمعة

- 2731 أغسطس 2024
- 281 سبتمبر 2024
- 292 سبتمبر 2024
- 303 سبتمبر 2024
- 14 سبتمبر 2024
- 25 سبتمبر 2024
- 36 سبتمبر 2024
- 47 سبتمبر 2024
- 58 سبتمبر 2024
- 69 سبتمبر 2024
- 710 سبتمبر 2024
- 811 سبتمبر 2024
- 912 سبتمبر 2024
- 1013 سبتمبر 2024
- 1114 سبتمبر 2024
- 1215 سبتمبر 2024
- 1316 سبتمبر 2024
- 1417 سبتمبر 2024
- 1518 سبتمبر 2024
- 1619 سبتمبر 2024
- 1720 سبتمبر 2024
- 1821 سبتمبر 2024
- 1922 سبتمبر 2024
- 2023 سبتمبر 2024
- 2124 سبتمبر 2024
- 2225 سبتمبر 2024
- 2326 سبتمبر 2024
- 2427 سبتمبر 2024
- 2528 سبتمبر 2024
- 2629 سبتمبر 2024
- 2730 سبتمبر 2024
- 281 أكتوبر 2024
- 292 أكتوبر 2024
- 303 أكتوبر 2024
- 14 أكتوبر 2024

19 ربيع الأوَّل أو 19 ربيع الأنوار أو يوم 19 \ 3 (اليوم التاسع عشر من الشهر الثالث) هو اليوم الثامن والسبعين من أيَّام السنة (أو التاسع والسبعين لو كان شهر صفر مُتممًا لليوم الثلاثين) وفق التقويم الهجري القمري (العربي). يبقى بعده 276 أو 277 يومًا لانتهاء السنة.

## أحداث
- 1299هـ - صدور الدستور المصري.
- 1314هـ - اندلاع الحرب الإنجليزية الزنجبارية، وهي أقصر حرب بالتاريخ حيث استمرت حوالي أربعين دقيقة وانتهت بانتصار المملكة المتحدة.
- 1327هـ - بداية أحداث الانقلاب العسكري الذي دبرته حكومة الاتحاد والترقي، وترتب عليه الإطاحة بالسلطان عبد الحميد الثاني.
- 1342هـ - إعلان قيام الجمهورية التركية على أنقاض الدولة العثمانية المنهارة، وكان أول رئيس لها مصطفى كمال أتاتورك.
- 1367هـ - اغتيال مهاتما غاندي على يد أحد الهندوس المتطرفين.
- 1368هـ - حل جيش الجهاد المقدس الذي أسسه عبد القادر الحسيني لمقاومة قيام إسرائيل.
- 1371هـ - بدء ثورة الحبيب بورقيبة في تونس من أجل الاستقلال.
- 1374هـ - جمال عبد الناصر يطيح بأول رئيس للجمهورية المصرية اللواء محمد نجيب ويضعه تحت الإقامة الجبرية ويتولى الحكم بدلًا منه، ويعلن حالة الطوارئ في البلاد.
- 1375هـ - اعتراف الحكومة الفرنسية بسلطنة سيدي محمد الخامس على مراكش، وكان قد عاد من منفاه في كورسيكا بفضل التأثير الشعبي ومطالبة السياسيين بعودته، وهو ما تحقق بالفعل بعد تخلي سيدي محمد بن عرفة عن العرش.
- 1379هـ - عبد الكريم قاسم يأمر بإعدام ضباط ناصريين اتهموا بالتآمر عليه.
- 1384هـ - افتتاح أول مؤتمر طبي فلسطيني في القدس.
- 1392هـ - اختطاف طائرة سابينا رحلة 572 من قبل الجبهة الشعبية لتحرير فلسطين.
- 1396هـ - ممدوح سالم يؤلف وزارته الثانية في مصر.
- 1401هـ - انعقاد مؤتمر القمة الإسلامية في الطائف في المملكة العربية السعودية.
- 1405هـ - معاوية ولد سيدي أحمد الطايع يقوم بانقلاب عسكري في موريتانيا يطيح بالرئيس محمد خونه ولد هيداله ويتولى الحكم خلفًا له.
- 1430هـ - افتتاح السفارة اللبنانية في العاصمة السورية دمشق ورفع العلم اللبناني على مبناها لتكون هناك سفارة لبنانية في سوريا للمرة الأولى منذ استقلال البلدين.
- 1438هـ -
  - رئيس الوُزراء اللُبناني المُكلَّف سعد الدين الحريري يُعلن تشكيل حُكومته الثانية والأولى في عهد رئيس الجمهوريَّة ميشال عون.
  - مقتل 12 شخص وجرح 35 آخرين في هجوم تبناه تنظيم الدولة الإسلامية بمدينة الكرك في الأردن.

## مواليد
- 1318هـ - محمد نجيب، أول رئيس بجمهورية مصر العربية.
- 1348هـ - ياسر عرفات، رئيس السلطة الوطنية الفلسطينية ورئيس منظمة التحرير الفلسطينية حاصل على جائزة نوبل للسلام.
- 1358هـ - جان عبيد، سياسي لبناني.

## وفيات
- 663هـ - هولاكو خان، حفيد جنكيز خان ومؤسس الدولة الإيلخانية وقائد اجتياح بغداد.
- 1367هـ - مهاتما غاندي، مناضل سلمي وزعيم وطني هندي.
- 1385هـ - حسين رياض، ممثل مصري.
- 1401هـ - ناصر العصيمي، نائب في مجلس الأمة الكويتي.
- 1414هـ - محمد الخرافي، اقتصادي وسياسي كويتي.
- 1434هـ - جمال البنا، مفكر إسلامي مصري.

## وصلات خارجية
- موقع قصة الإسلام: حدث في شهر ربيع الأوَّل.